# Lodě na alternativní pohon

## Lodě na alternativní pohon

### Solární loď Solar Sailor
Negativní vliv činnosti člověka na Zemi a globální oteplování nutí lidstvo více využívat alternativní zdroje energie.

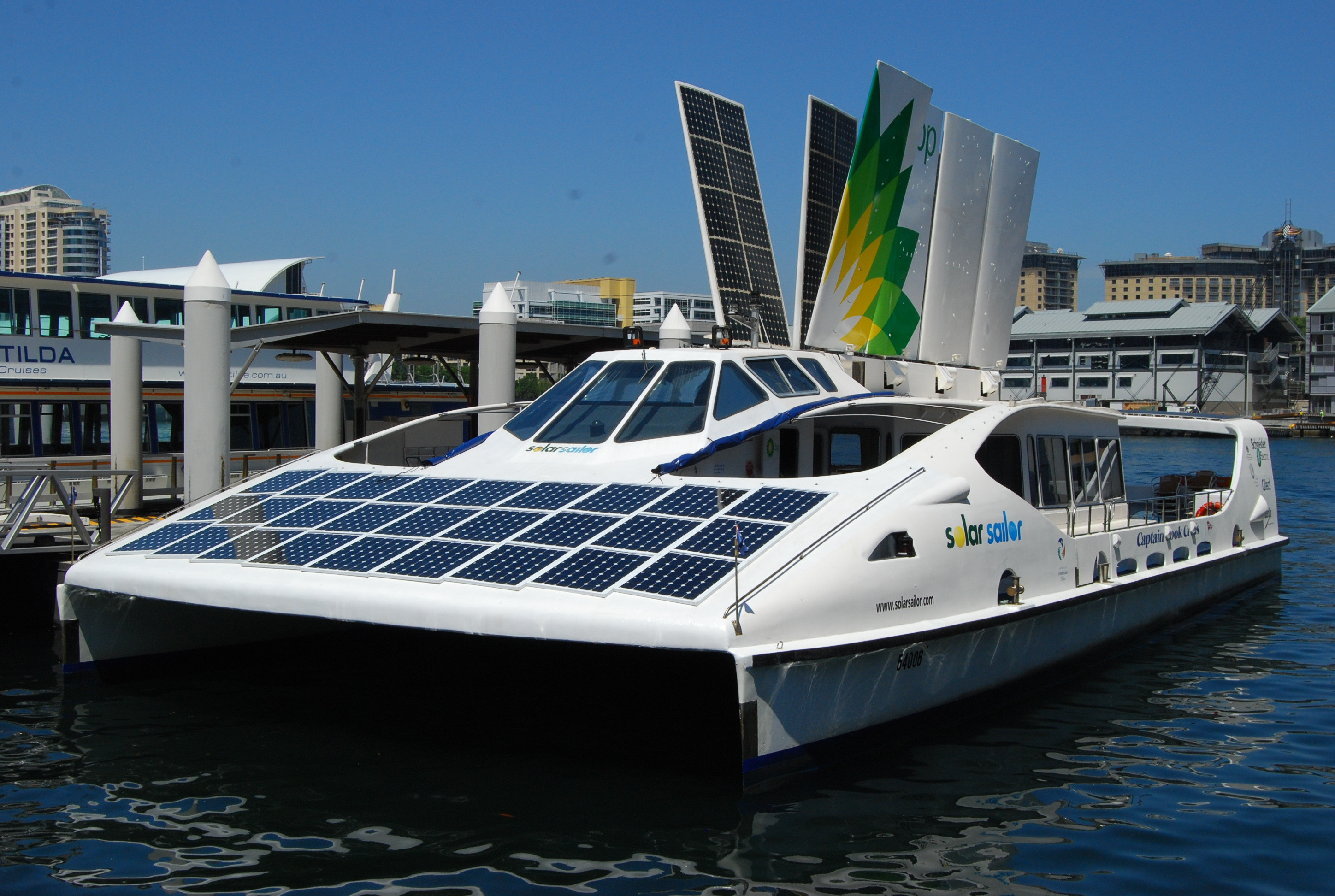
Loď na sluneční a větrný pohon Solar Sailor

V roce 1996 založil  Australan Robert Dane firmu Solar Sailor, která se zabývala využitím sluneční a větrné energie pro pohon lodí.
Na střechu plavidla nechal Dane instalovat řadu panelů, opatřených slunečními kolektory. Když fouká vítr, jsou tyto panely ve svislé poloze a fungují jako plachty. Když svítí slunce, panely se automaticky nasměrují na slunce a využívají sluneční energii.  Elektřina ze solárních panelů pohání dva 40-kilowattové elektromotory, navržené a vyrobené na Technické universitě v Sydney. Bezkomutátorové stejnosměrné motory s permanentními magnety a jejich řídicí systémy byly vyrobeny pro tuto loď na míru. Hlavní předností motorů je kombinace nízké hmotnosti a vysoké účinnosti. Účinnost motoru je 96 procent a váží pouze 113 kg, což je čtvrtina hmotnosti indukčního motoru o ekvivalentním výkonu. V případě potřeby se používá se k přímému napájení elektrického pohonu generátor na LPG.
V r. 2001 získala tato loď australskou cenu za Design roku 2001.
Toto revoluční námořní plavidlo poháněné obnovitelnou energií podniklo v červnu 2006 svou první plavbu do přístavu Sydney. Očekávalo se, že futuristicky vyhlížející loď, která pojme až 100 cestujících, přinese revoluci ve vodní dopravě a bude významným australským exportním artiklem. To se však nestalo.
Do r. 2014 bylo postaveno pět těchto lodí, čtyři pro Hongkong a jedna pro Šanghaj. Spotřebovávají jen 50% paliva ve srovnání s loděmi, které nahradily. Provozovatel v Hongkongu je s nimi spokojen. Při použití solární nebo větrné energie dosahuje však loď jen rychlosti 5 uzlů ( 9,26 km/h.).
V r. 2014 přejmenoval Robert Dane svoji firmu Solar Sailor na OCIUS Technology. Nová firma se specializuje na solární / hybridní trajekty, ale také na vývoj námořních dronů.

### Loď na elektrický pohon Tycho Brahe

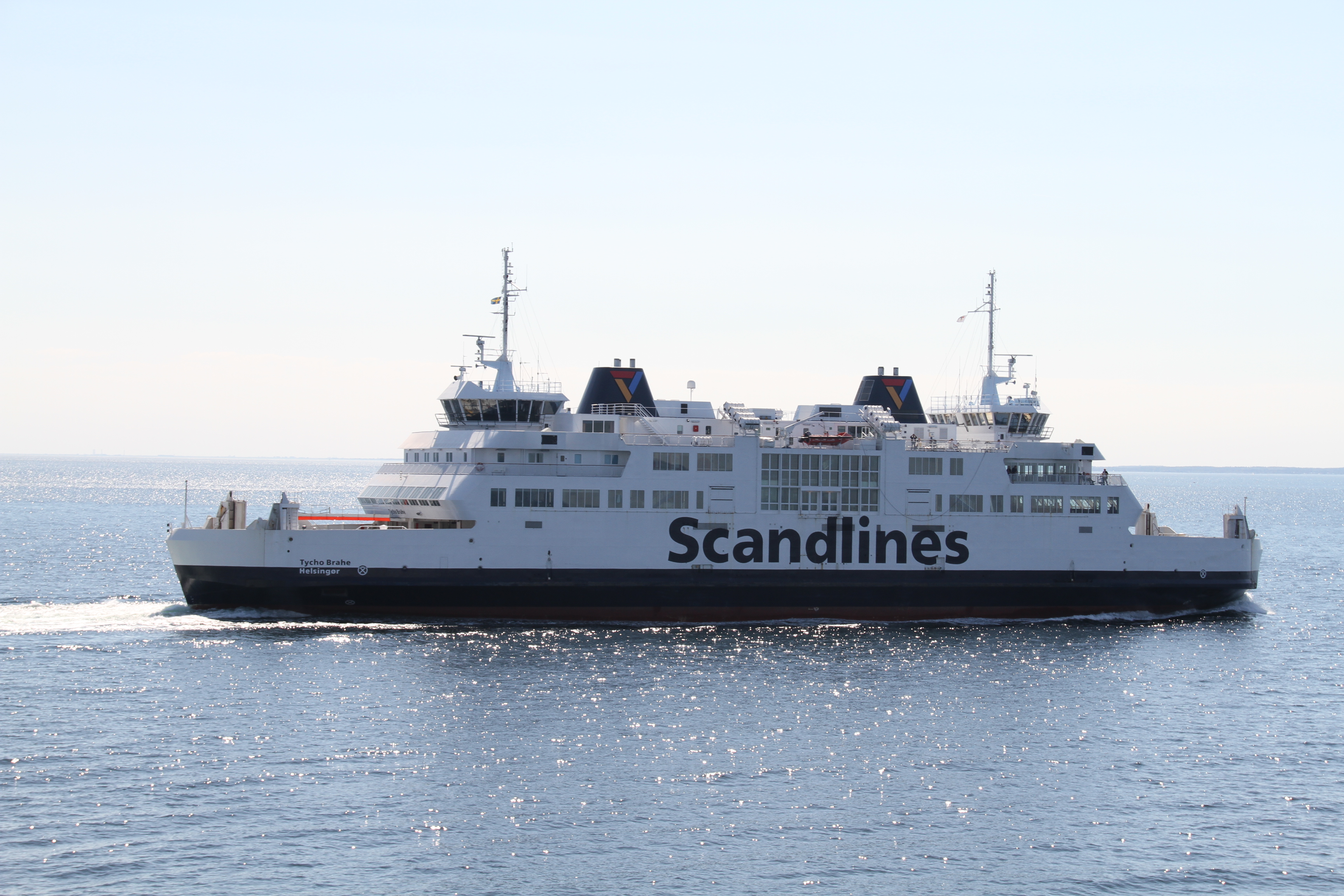
Bateriový trajekt Tycho Brahe

M/F Tycho Brahe je dánský bateriový elektrický trajekt, který jezdí na 5 km dlouhé trase z Helsingoru v Dánsku do Helsingborgu ve Švédsku. Je to nejkratší cesta z Dánska do Švédska. Plavba trvá jen 20 minut. Služba je v provozu od r. 1991. Trajekt postavila firma Langsten Slip & Båtbyggeri v norském Tomrefjordu. Loď je pojmenována po dánském astronomovi Tycho Brahe. Je ve vlastnictví společnosti Scandlines A/S a je provozována společností ForSea Ferries (dříve Scandlines GmbH). Loď je dlouhá 111 m a pojme 1250 cestujících a buď 260 kamionů, nebo 240 aut nebo 9 osobních vlakových vagonů. Původně byla poháněna  čtyřmi dieselovými motory. Dva z nich byly nahrazeny elektromotory a další dva jsou pouze záložní, nikoli pro každodenní provoz. Loď je obousměrná, takže může změnit směr, aniž by se otočila. Dosahuje maximální rychlosti 14 uzlů (26,6 km/h). Loď má 4 MWh Li-ion baterii, vážící 57 q, umístěnou v horní části trajektu mezi komíny.  Baterie se dobíjejí ze země pomocí robotického ramene.Tycho Brahe má sesterskou loď, M/S Aurora af Helsingborg. Obě lodi byly přestavěny na elektrický pohon v r. 2017.

### Vysokorychlostní loď HSC Francisco

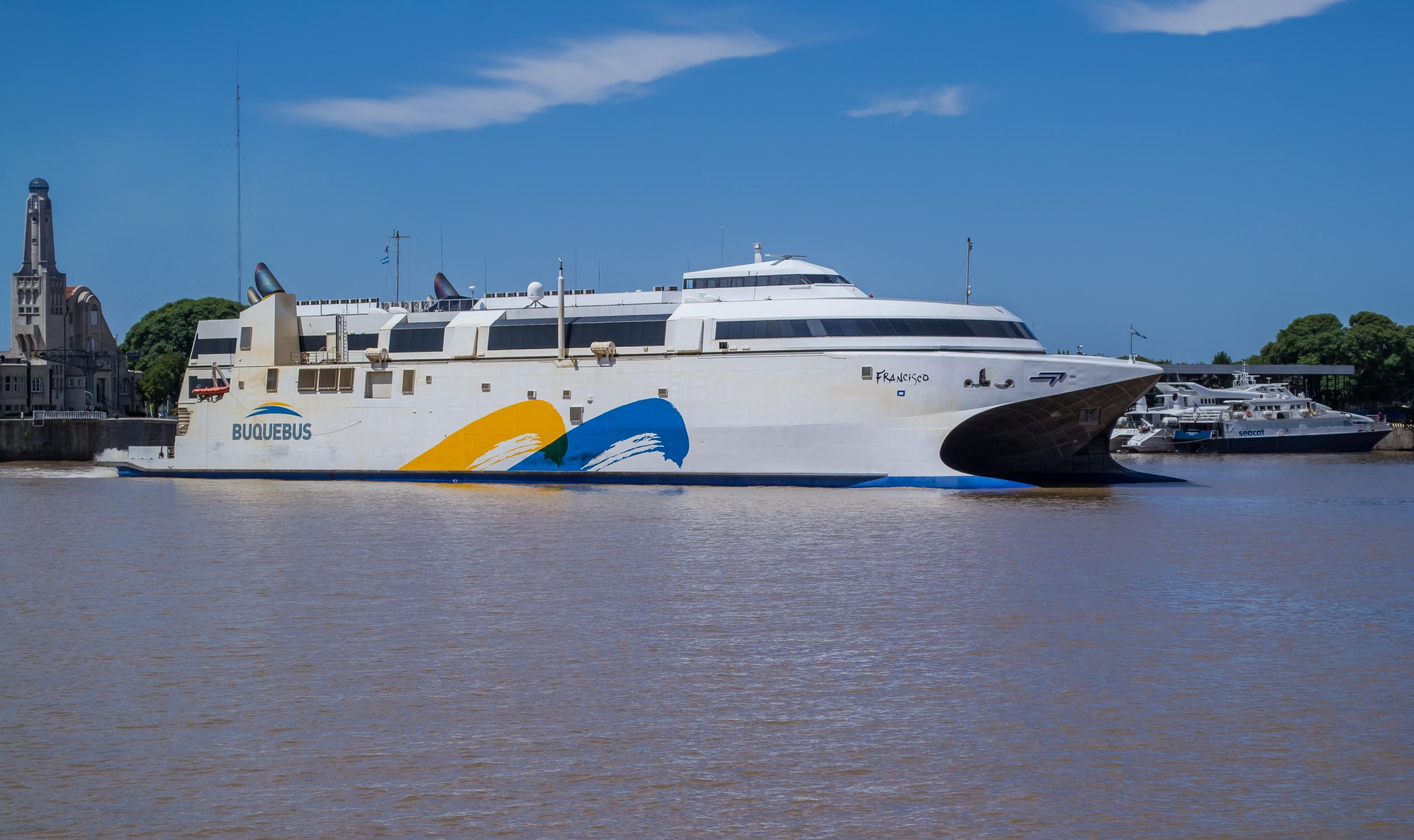
Rychlý katamarán HSC Francisco

HSC Francisco je vysokorychlostní katamarán postavený společností Incat v Hobartu v Tasmánii. Byl pojmenován na počest argentinského papeže Francisca a nabízí luxusní vybavení, jako jsou bary a bezcelní obchody. Je poháněn zkapalněným zemním plynem a v současné době je nejrychlejší osobní lodí v provozu. Dosahuje rychlosti 58 uzlů (107 km/h). Pohon zajišťují dvě vodní trysky GE LM2500. Francisco byl vyroben v Austrálii v roce 2010 a je v provozu od konce roku 2013. Jeho kapacita je 1024 cestujících a 150 aut.  Katamarán vlastní a provozuje argentinsko - uruguayská trajektová společnost Buquebus. Její flotila má 10 plavidel a nabízí několik plaveb za den během celého roku. Francisco jezdí na trase z Buenos Aires do Montevidea, která je dlouhá 146 námořních mil (270,3 km). Ujede ji za 2 h.15 minut. Jezdí také z Buenos Aires do Colonia del Sacramento (1 h.15 min.).

### Lodě na bateriový pohon v Česku
V České republice jezdí lodě na bateriový pohon například na Brněnské přehradě a na přehradě Slezská Harta. Loď Harta má dva elektromotory na lithiové baterie a na střeše solární kolektory. Pojme až 45 osob a dosahuje rychlosti 13 km/h.